# Reima Virtanen
Reima Valdemar Virtanen (* 5. November 1947 in Kemi, Lappland) ist ein ehemaliger finnischer Amateurboxer im Mittelgewicht.
Reima Virtanen begann 1959 mit dem Boxsport und wurde in den Jahren 1969, 1971 und 1972, Finnischer Meister im Mittelgewicht. In diesen drei Jahren wurde er zudem jeweils zu Finnlands Boxer des Jahres gewählt. 1969 wählte man ihn zum Besten Sportler Lapplands. In den Jahren 1970 und 1972, gewann er darüber hinaus die Nordischen Meisterschaften.
1969 startete er bei der 18. Europameisterschaft in Bukarest und gewann die Bronzemedaille im Mittelgewicht. Dabei besiegte er im Viertelfinale auch den Britischen Meister Dave Wallington. Im Halbfinale unterlag er schließlich dem Jugoslawischen Meister Mate Parlov (Olympiasieger 1972, Weltmeister 1974) nach Punkten.
Bei der 1971 in Madrid ausgetragenen 19. Europameisterschaft, gewann er erneut die Bronzemedaille im Mittelgewicht. Dabei besiegte er in den Vorrunden den mehrfachen Deutschen Meister Ewald Jarmer und den Schotten Daniel McCafferty sowie im Viertelfinale den späteren Profi-Europameister Rudy Koopmans aus den Niederlanden. Im Halbfinale unterlag er diesmal dem Rumänen Alec Năstac (Vize-Weltmeister 1974, 3. Platz Olympia 1976).
Seinen größten Erfolg feierte Virtanen bei den 20. Olympischen Sommerspielen 1972 in München. Er startete im Mittelgewicht und gewann den Vorrundenkampf mit einem 3:2 Punktesieg gegen Titus Simba aus Tansania, sowie das Viertelfinale durch K. o. in der dritten Runde gegen den Polen Witold Stachurski. Im Halbfinale bezwang er Prince Amartey aus Ghana mit 3:2, ehe er im Finale dem Russen Wjatscheslaw Lemeschew durch K. o. unterlag und somit die Silbermedaille gewann. Er wurde somit der bislang einzige finnische Medaillengewinner dieser Gewichtsklasse der olympischen Geschichte und nach Sten Suvio (Gold im Weltergewicht 1936) und Pentti Hämäläinen (Gold im Bantamgewicht 1952), der dritterfolgreichste Olympiaboxer der finnischen Geschichte.
Anschließend trat er im Alter von 25 Jahren vom aktiven Boxsport zurück. Er bestritt in seiner Laufbahn etwa 200 Kämpfe, davon rund 30 bei internationalen Turnieren.